# 新潟県立中条高等学校
新潟県立中条高等学校（にいがたけんりつ なかじょうこうとうがっこう）は、新潟県胎内市東本町に所在する県立高等学校。

## 沿革
- 1910年5月 - 新潟県北蒲原郡立中条農学校として北蒲原郡中条町に開校。
- 1911年4月24日 - 校舎落成式挙行、創立記念日となる。
- 1922年3月24日 - 新潟県へ移管、新潟県立中条農学校と改称。
- 1928年4月 - 女子部開設。
- 1943年4月1日 - 甲種実業学校に昇格。
- 1947年4月1日 - 併設中学校設置（1949年3月31日廃止）。
- 1948年4月1日 - 新学制に伴い新潟県立中条農業高等学校と改称。
- 1948年6月1日 - 定時制課程中心校・金塚分校（後の加治川分校）・黒川分校開校。
- 1949年4月1日 - 普通科新設に伴い現校名に改称。
- 1957年1月23日 - 校歌制定。
- 1961年4月1日 - 工業化学科新設（1970年3月31日廃止）。
- 1963年3月31日 - 農業科廃止。
- 1979年3月31日 - 定時制黒川分校閉校。
- 1980年3月31日 - 定時制中心校閉校。
- 1987年3月31日 - 定時制加治川分校閉校。
- 1993年4月1日 - 英語科新設。
- 1995年3月31日 - 被服科廃止。
- 2005年9月1日 - 町村合併に伴い所在地が胎内市となる。
- 2008年3月31日 - 英語科廃止。
- 2010年5月 - 創立100周年。
- 2011年4月1日 - 募集定員、全日制普通科２００名。
- 2015年4月1日 - 募集定員、全日制普通科１６０名。
- 2018年4月1日 - 募集定員、全日制普通科１２０名。
- 2019年4月1日 - 普通科総合選択制（探究教養コース・地域産業コース）を導入。
- 2021年4月1日 - 募集定員、全日制普通科８０名。

## 交通
- JR羽越本線 中条駅より徒歩約20分

## 学校行事
- 4月 入学式、対面式、遠足
- 5月 中間考査
- 6月 体育祭
- 7月 期末考査、校内球技大会
- 8月 夏季補習
- 9月 小琴祭
- 10月 中間考査
- 12月 期末考査、2年修学旅行（沖縄方面）
- 1月 大学入学共通テスト、3年学年末考査
- 3月 卒業式、1・2年学年末考査

## 部活動

### 運動部
- 野球部
- 陸上競技部
- バレーボール部
- バスケットボール部
- バドミントン部
- 卓球部
- サッカー部
- ラグビー部
- 柔道部
- 剣道同好会
- 登山部
- ソフトテニス部
- スキー部
- テニス部
- ダンス部

### 文化部
- 吹奏楽部
- 社会部
- ワープロ部
- 華道部
- 科学部
- 書道部
- 写真部
- 演劇部
- 美術部
- 生活研究部
- 茶道部
- 手話部

## 著名な出身者
- 山本善政（ハードオフコーポレーション創業者・会長兼社長、日本フランチャイズチェーン協会会長）
- 阿部文明（マラソン選手）
- 原幹恵（タレント）
- 斎藤洋明（衆議院議員)
- 池田真一　俳優・脚本家

## 旧校舎
胎内市東本町には1954年に建設され、1963年に増築された木造の旧校舎がある。1970年代から1980年代まで教室や特別教室として利用された。その後は1990年代から2020年まで公会堂や商工会、シルバー人材センター、市の史跡資料室などが入り利用されていたこともある。しかし老朽化のため2023年6月から解体工事に入ることになった。